# István Regőczi
István Regőczi (Latrany, 5 oktober 1915 - Boedapest, 28 februari 2013) was een Hongaars rooms-katholiek priester en stichter van weeshuizen.

## Levensloop
István Regőczi en zijn broer verbleven in het kader van steun aan Hongaarse kinderen, in 1926 gedurende zes maanden bij de toenmalige deken van Poperinge, priester Richard Vervaeke. 
Terug in Boedapest besliste Istvan priester te willen worden. Op 14 juni 1933 vertrok hij, te voet, terug naar Poperinge. Hij voleindigde zijn studies aan het Brugse seminarie en werd in 1943 in Brugge tot priester gewijd. Toen hij weer naar Hongarije vertrok, werd door priester Arnold Ghesquière (1903-1969), zoon van de toondichter Remi Ghesquière, een vriendenkring georganiseerd, ter ondersteuning van de Hongaar. 

## Opvang van weeskinderen
In Boedapest bouwde Regőczi een opvangdienst uit voor weeskinderen. Tijdens de Tweede Wereldoorlog redde hij tevens Joodse kinderen uit de handen van de nazi's.
In september 1945 werd hij medepastoor in Vác en zette zijn werk verder voor weeskinderen die hij Arendsjongskens noemde. Hij bouwde er, met steun vanuit Vlaanderen, een opvangtehuis voor 200 weeskinderen, afkomstig uit heel Hongarije, ondanks de tegenstand van het communistische regime. De lokale bisschop, onder de druk van dit regime, bemoeilijkte zijn activiteiten door hem telkens weer naar een andere parochie te sturen. Het kat-en-muisspel met de overheid duurde tot de val van het communisme in 1989. 
In 1948 werd in Brugge de vzw Het Werk der Arendsjongskens gesticht, die tot aan zijn dood de steun aan Stefaan Regőczi organiseerde. Onder het communistische regime gebeurde dit clandestien. Tijdens lange periodes hadden zijn Vlaamse vrienden geen contact meer met hem en wisten niet of hij nog wel in leven was. Hij werd viermaal opgesloten, de eerste keer vier jaar in een concentratiekamp (1949 -1953), periode waarin vele Hongaarse priesters vermoord werden. Voor het veroordelen van iemand die hulp uit het buitenland kreeg was het motief al vlug gevonden: deviezensmokkel, spionage, verdachte buitenlandse bezoekers, of dergelijke. In totaal bracht hij meer dan zes jaar in gevangenschap door.

## Van vervolging tot erkenning
De Hongaarse Opstand in 1956, waaraan oud-leerlingen van Regőczi deelnamen en een van hen sneuvelde, werd als hoopvol gezien, maar het spoedige neerslaan ervan luidde opnieuw lange moeilijke jaren in. Het belette niet dat hij, op een heuvel buiten Buda twee grote kapellen kon bouwen, die bedevaartsoorden werden. Zijn laatste levensjaren werden gewijd aan dit bedevaartsoord. Hij hield tevens de herinnering aan kardinaal Mindszenty in eer.
Pas na de val van het communisme kon Regőczi zijn activiteiten onbelemmerd verder zetten en werden zijn verdiensten erkend. De stad Vác benoemde hem tot ereburger. Op 17 december 1991 werd hij door het Opperste Gerechtshof van Hongarije volledig gerehabiliteerd. Hij kreeg ook erkenning vanwege het democratisch bestuur, dat hem in 2002 een hoge nationale onderscheiding toekende. Heel wat eretitels volgden en tv-zenders wijdden programma's aan zijn buitengewone leven. In 2004 werd in België een tentoonstelling gewijd aan zijn leven en zijn werk. Hij kwam bij die gelegenheid voor het laatst naar België. In 2010 kreeg hij de 'Parma Fidei - Shield of Faith', een erkenning die jaarlijks wordt uitgereikt sinds 2002 aan een priester die tijdens de communistische dictatuur trouw bleef aan kerk en geloof.
In die lange jaren werd hij bestendig ondersteund door zijn Belgische vrienden. Tijdens de jaren die hij in concentratiekampen of gevangenissen was opgesloten kreeg hij ook ondersteuning vanwege de Belgische ambassade. Hij werd geholpen door Oostpriesterhulp, door kardinaal József Mindszenty en door paus Johannes-Paulus II. In Boedapest ontmoette hij in 1990, tijdens hun bezoek, koning Boudewijn en koningin Fabiola, alsook in 2002 koning Albert II en koningin Paola.

## Publicaties
- Als Vlaanderen terugroept, Leuven, Davidsfonds, 1939.
- Kerstboomtakjes, Leuven, Davidsfonds, 1943
- Mijn Arendsjongskens, 1948
- Arendjongskens in de storm, 1958.
- Wij kunnen niet zwijgen (Het werk der Arendjongskens), 1969
- Zwerver voor God (Az Isten Vàndora), 1988
- Een zwerver voor God en L’Envol des Aiglons, Tabor, Brugge, 1990

Naast zijn boeken in het Nederlands, schreef Regőczi ook elf boeken in het Hongaars.